# Dubravec
Dubravec – wieś w Chorwacji, w żupanii varażdińskiej, w gminie Klenovnik. W 2011 roku liczyła 428 mieszkańców.